# Der Spaziergang unter den Linden

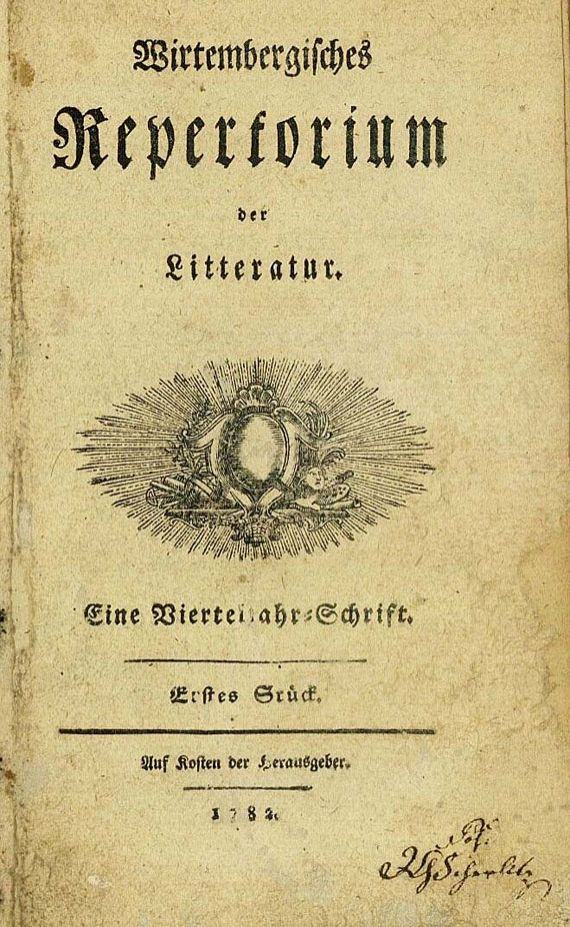
Titelblatt der Literaturzeitschrift, in der Der Spaziergang unter den Linden erschien

Der Spaziergang unter den Linden ist der Titel eines höchstwahrscheinlich von Friedrich Schiller verfassten und 1782 erschienenen Dialogs zwischen zwei Freunden über den optimistischen und pessimistischen Aspekt des Lebens.

## Inhalt
In der Einleitung des ca. fünfseitigen Textes stellt der Erzähler die beiden Sprecher vor: Edwin, der „die Welt mit frohherziger Wärme“ zu genießen sucht, wogegen der „trübe“ Wollmar nur die „Trauerfarbe seines Mißgeschicks“ wahrnimmt. Beide leben zurückgezogen in einer „Einsiedelei“ fern dem „Geräusch der geschäftigen Welt“ und diskutieren an ihrem Lieblingsplatz, einer „Allee von Linden“, über die Dualität der Welt.
Wollmar versucht seine Auffassung mit vielen Bildern des Tages- und Jahresverlaufs der Natur zu belegen, z. B. blühende und verwelkende Pflanzen. Für ihn ist die Welt ein Feld der Verwesung. In allen lebenden Dingen sieht er die Spuren vergangener: „Das unendliche Rund“ bedeutet für ihn „das Grabmal der Ahnen“. Die Natur vergleicht er mit einer „abgelegte[n] Matrone“, die ihre „grüngelben Wangen“ mit einer „aus den Gebeinen ihrer eigenen Kinder [gekochten] Schminke übermalt“. Sie sei ein „Ungeheuer, das von seinem eigenen Kot, viele Male aufgewärmt, sich mästet“.
Edwin reagiert auf die Betrachtungen des Freundes, indem er sie als „komische Szenen“ wertet und seine Beispiele karikiert. Für ihn besteht das Leben aus Verwandlung, aus dem ewigen Kreislauf von Sterben und Werden, dem Fortbestand und der Weiterentwicklung. Wollmar sei für diesen Aspekt blind: „Wie? wenn unsre Körper nach eben diesen Gesetzen wanderten, wie man von unsern Geistern behauptet? Wie sie nach dem Tod der Maschine [d.h. des menschlichen Organismus‘] eben das Amt fortsetzen müßten, das sie unter den Befehlen der Seele verwalteten“.
Wollmar erwidert, Edwin übertünche mit „lächelndem Witz“ die ernste Problematik, ähnlich wie in der oberflächlichen und vergnügungssüchtigen Gesellschaft der „Fürsten“ und „Schönen“ üblich, „die mit einer zuckenden Wimper“ oder „einer farbigen Landschaft im Gesicht unsere Weisheit zur Närrin machen wollen“. Er veranschaulicht sein düsteres Weltbild mit dem der Literatur und Philosophie entnommenem Motiv der Seereise zu der „glückliche[n] Insel“, um das „goldene Vlies“ zu holen. Dabei unterscheidet er drei Gruppen, zuerst den großen Teil der Bevölkerung: Ewig tummele sich deren Flotte „längs dem Ufer“, „in den Vorhöfen ihrer Bestimmung“. Ewig müht sich die Besatzung ab, holt Proviant nach, flickt die Segel und „steuert ewig nie auf die Höhe des Meeres. Es sind diejenigen, die heute sich abmüden, auf daß sie sich morgen wieder abmüden können.“ Zur zweiten, kleineren Gruppe gehören die Genießer und Verschwender ihres Erbes, die „der Strudel der Sinnlichkeit in ein ruhmloses Grab“ reißt. Das restliche Viertel, die Wissbegierigen, segelt „[b]ang und schüchtern […] ohne Kompaß im Geleit der betrüglichen Sterne auf dem furchtbaren Ozean fort. […] Land ruft der Steuermann, und […] ein elendes Brettchen zerbirst, das lecke Schiff versinkt hart am Gestade.“
Edwins akzentuiert die Reise anders: „[W]enn sie auch die Insel verfehlt, so ist doch die Fahrt nicht verloren. […] Soll ich die Blume nicht brechen, weil sie morgen nicht mehr riechen wird? Ich werfe sie weg, wenn sie welk ist und pflücke ihre junge Schwester, die schon reizend aus der Knospe bricht. […] Wollmar, an dieser Linde küßte micht meine Juliette zum erstenmal.“
Das letzte Wort des Dialogs behält Wollmar: „Junger Mensch! Unter dieser Linde hab ich meine Laura verloren.“

## Einordnung und Interpretation

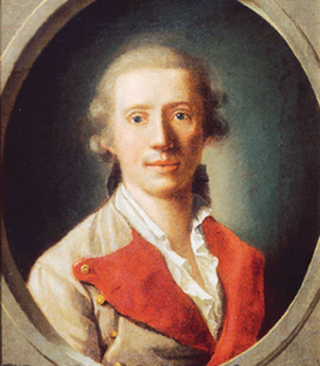
Schiller als Regimentsarzt. Porträt von Philipp Friedrich von Hetsch (1781/1782)

Der Spaziergang unter den Linden erschien 1782 im von Schiller herausgegebenen Wirtembergischen Repertorium der Literatur. Der mit K. unterzeichnete Text wurde sonst nirgends erwähnt. Jedoch ist „[a]n der Autorschaft Schs. […] nach Stil und Inhalt kein Zweifel“.
Die neuere Forschung interpretiert den Dialog des schwermütigen Wollmar mit dem leichtlebigen Edwin in Verbindung mit Schillers in den 1780er Jahren entstandenen philosophischen Texten wie den Philosophischen Briefen und den kleinen Erzählungen als Hinweis auf die doppelte Weltsicht Schillers in der Spätphase der Aufklärung, in der er „als Grenzgänger der Klassik“ die optimistische Weltsicht und die „abstrakten Ideale“ des Beginns kritisch hinterfragt. Zu dieser Deutung passt Wollmars Klage über den Lebensablauf und den Weltzustand als „Diskurs der Aufklärungskritik“ und des „Wandels des bürgerlichen Selbstverständnisses“.

## Ausgaben
- Wirtembergisches Repertorium der Literatur, 1. Stück, 1782.
- Werkausgaben